# Isoctenus guadalupei
Espèce
Synonymes
- Ctenus guadalupei Mello-Leitão, 1941

Isoctenus guadalupei est une espèce d'araignées aranéomorphes de la famille des Ctenidae.

## Distribution
Cette espèce est endémique d'Argentine. Elle se rencontre dans les provinces de Santa Fé et de Corrientes .

## Description
La femelle holotype mesure 12 mm.
Le mâle décrit par Polotow et Brescovit en 2019 mesure 10,20 mm et la femelle 11,60 mm.

## Étymologie
Son nom d'espèce lui a été donné en référence au lieu de sa découverte, Guadalupe Norte.

## Publication originale
- Mello-Leitão, 1941 : Las arañas de la provincia de Santa Fe colectadas por el Profesor Birabén. Revista del Museo de La Plata (N.S., Zoología), vol. 2, p. 199-225.